# Blapsilon baloghi
Blapsilon baloghi är en skalbaggsart som beskrevs av Stefan von Breuning 1978. Blapsilon baloghi ingår i släktet Blapsilon och familjen långhorningar. Inga underarter finns listade.